# Matěj Havlas
Matěj Havlas (* 7. května 2002) je český florbalový útočník, reprezentant, vicemistr světa z roku 2022, vítěz Poháru mistrů 2024, dvojnásobný mistr Česka ze sezón 2022/2023 a 2023/2024 a dvojnásobný juniorský mistr světa z let 2019 a 2021. V Superlize florbalu hraje od roku 2019.

## Klubová kariéra

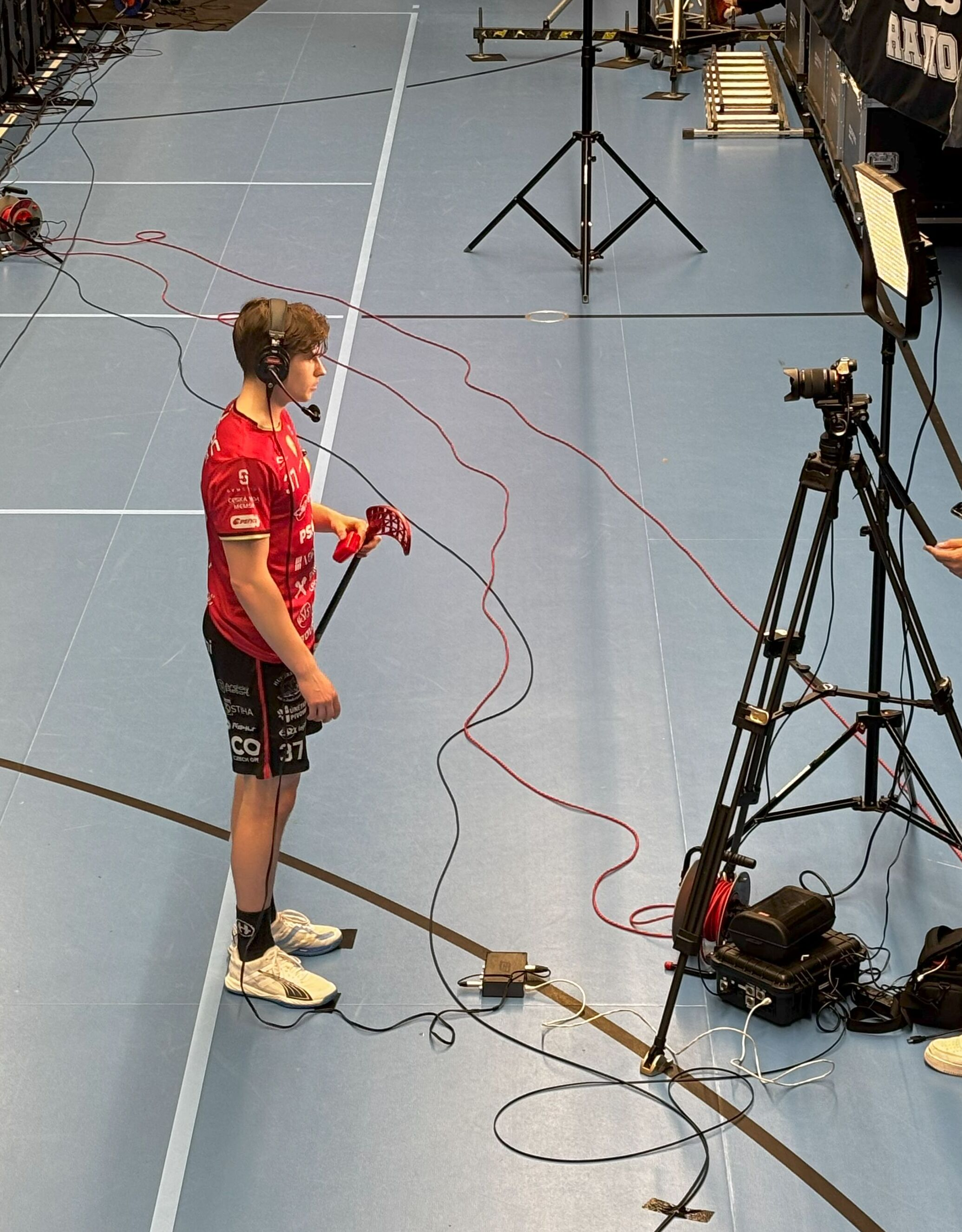
Matěj Havlas dává rozhovor v přímém přenosu ze zápasu Tatran Střešovice—FbŠ Bohemians

Havlas s florbalem začínal v klubu Tatran Střešovice. V roce 2019 krátce hrál v juniorském týmu finského klubu EräViikingit. V české nejvyšší mužské soutěži poprvé nastoupil za Tatran v sezóně 2019/2020. Po dobu přerušení českých soutěží v sezóně 2020/2021 kvůli pandemii covidu-19 hrál opět za EräViikingit, tentokrát již ve finské nejvyšší lize.
V sezóně 2021/2022 se s Tatranem poprvé po sedmi letech probojovali do finále Superligy, poté co Havlas asistoval na rozhodující gól Marka Beneše v semifinálové sérii. S Tatranem následně zvítězili na turnaji Czech Open, kde Havlas vstřelil vítězný gól ve finálovém zápase. V dalším ročníku 2022/2023 s Tatranem jako první v historii Superligy prošli základní části bez ztráty bodu. V play-off následně získal svůj první mistrovský titul, ke kterému jako nejlepší hráč finálového zápasu přispěl dvěma góly včetně rozhodujího v prodloužení.
V lednu 2024 jako první český tým vyhráli Pohár mistrů, kde Havlas ve finále vstřelil dva góly. O měsíc později zvítězili po třinácti letech i v národním poháru, kde Havlas opět ve finálovém zápase vstřelil dva góly, včetně vítězného. Ve stejné sezóně přispěl v superfinále asistencí k obhajobě titulu a zisku tzv. treble.
V sezóně 2024/2024 s Tatranem získal titul vicemistra a vstřelil dva góly ve vítězném finále Poháru.

## Reprezentační kariéra

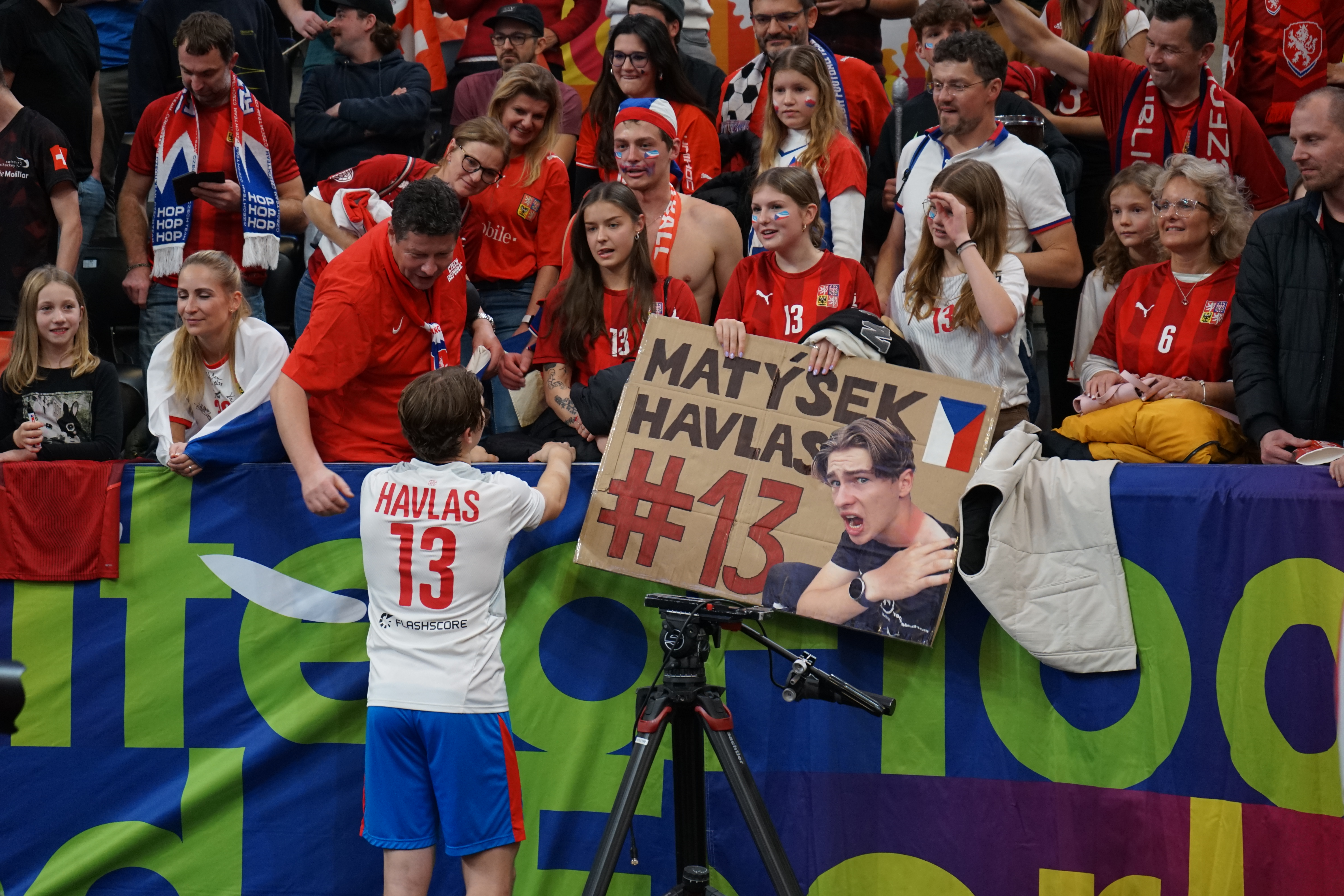
Matěj Havlas s fanoušky na Mistrovství světa 2022

Havlas již v 16 letech reprezentoval Česko na mistrovství světa do 19 let v roce 2019, kde Češi poprvé získali zlatou medaili na jakémkoli florbalovém mistrovství světa. Havlas čtyřmi góly v zápase proti Dánsku stanovil juniorský reprezentační rekord. Na dalším juniorském mistrovství v roce 2021 v Brně Češi mistrovský titul obhájili, poté co Havlas v semifinále proměnil rozhodující samostatný nájezd a ve finále vstřelil gól a na další asistoval. S Filipem Formanem jsou jediní dva hráči, kteří se zúčastnili obou vítězných turnajů.
Na svém prvním startu v mužské reprezentaci na Euro Floorball Tour (EFT) v říjnu 2021 přispěl brankou a přihrávkou k druhé české porážce Švédska v historii. V roce 2021 na odloženém Mistrovství světa 2020 vstřelil gól ve vítězném zápase o bronz, první české mužské medaili po sedmi letech. Zásahy přispěl i k dalšímu bronzu na Světových hrách 2022 a na následném EFT ke třetímu vítězství nad Švédskem.
Na Mistrovství světa v roce 2022, kde Česko získalo po 18 letech druhou stříbrnou medaili, byl Havlas s pěti brankami nejlepším českým střelcem a ze šesti zápasů byl ve třech včetně finálového zvolen nejlepším hráčem.
V listopadu 2023 s týmem potřetí v historii vyhráli turnaj EFT, na kterém porazili dosud nejvyšším rozdílem 12:8 Švédsko a jako první jim nastříleli dvoumístný počet branek, jednu z nich i Havlas.
Na šampionátu v roce 2024 byl nejproduktivnějším českým hráčem. Dva góly vstřelil i ve vítězném zápase o bronz.
| Umístění         | Soutěž                                       |
| ---------------- | -------------------------------------------- |
| Zlatá medaile    | Mistrovství světa ve florbale do 19 let 2019 |
| Zlatá medaile    | Mistrovství světa ve florbale do 19 let 2021 |
| Bronzová medaile | Mistrovství světa ve florbale 2020           |
| Bronzová medaile | Florbal na Světových hrách 2022              |
| Stříbrná medaile | Mistrovství světa ve florbale 2022           |
| Bronzová medaile | Mistrovství světa ve florbale 2024           |

## Ocenění
V Anketě Innebandymagazinet o nejlepšího hráče světa za rok 2024 se umístil na sedmé pozici.

## Osobní život
Havlas od roku 2021 studuje 2. lékařskou fakultu Univerzity Karlovy. Oba jeho rodiče jsou lékaři.

## Galerie

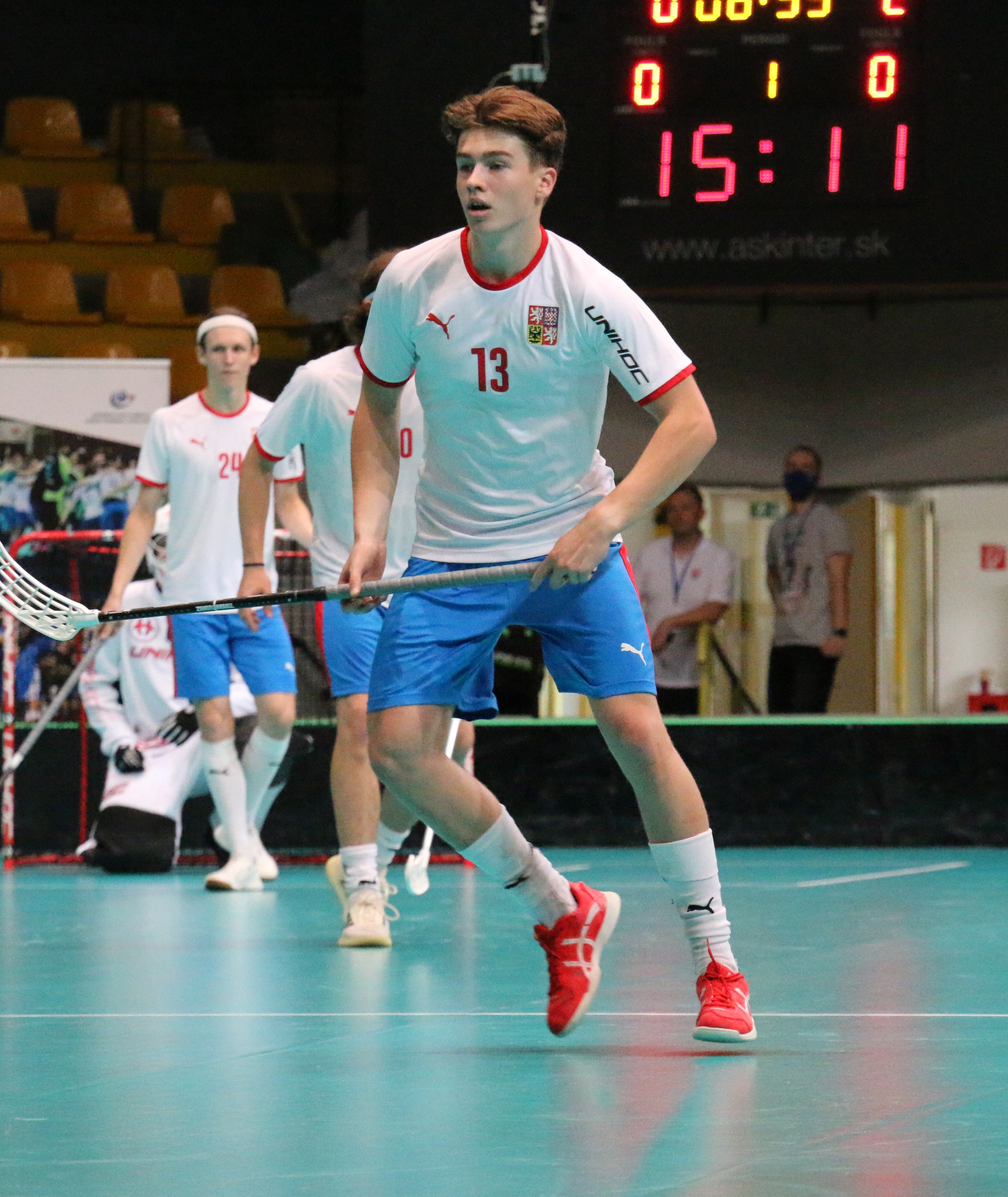
Havlas v přátelském zápase juniorského národního týmu v roce 2021
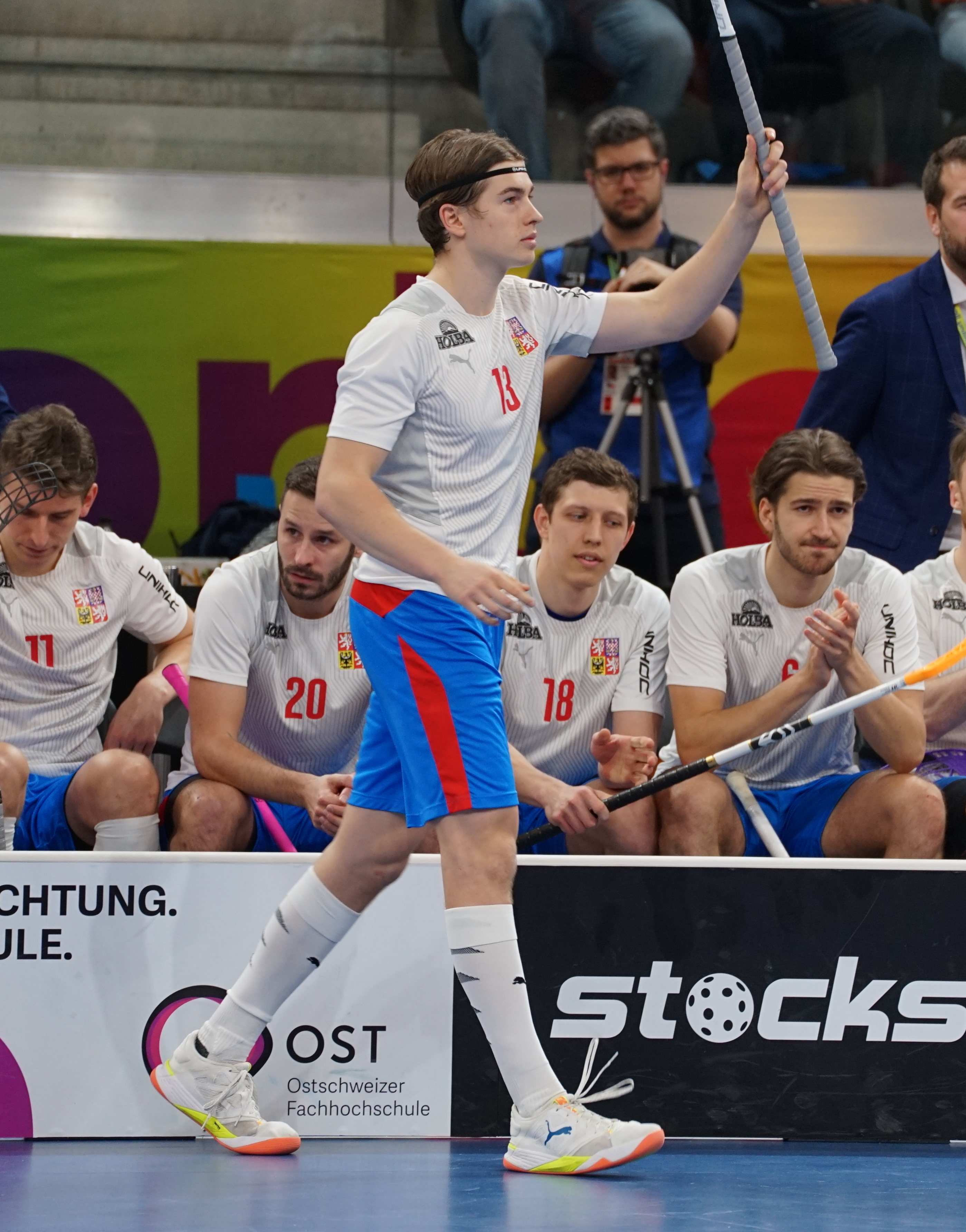
Havlas v semifinále Mistrovství světa 2022
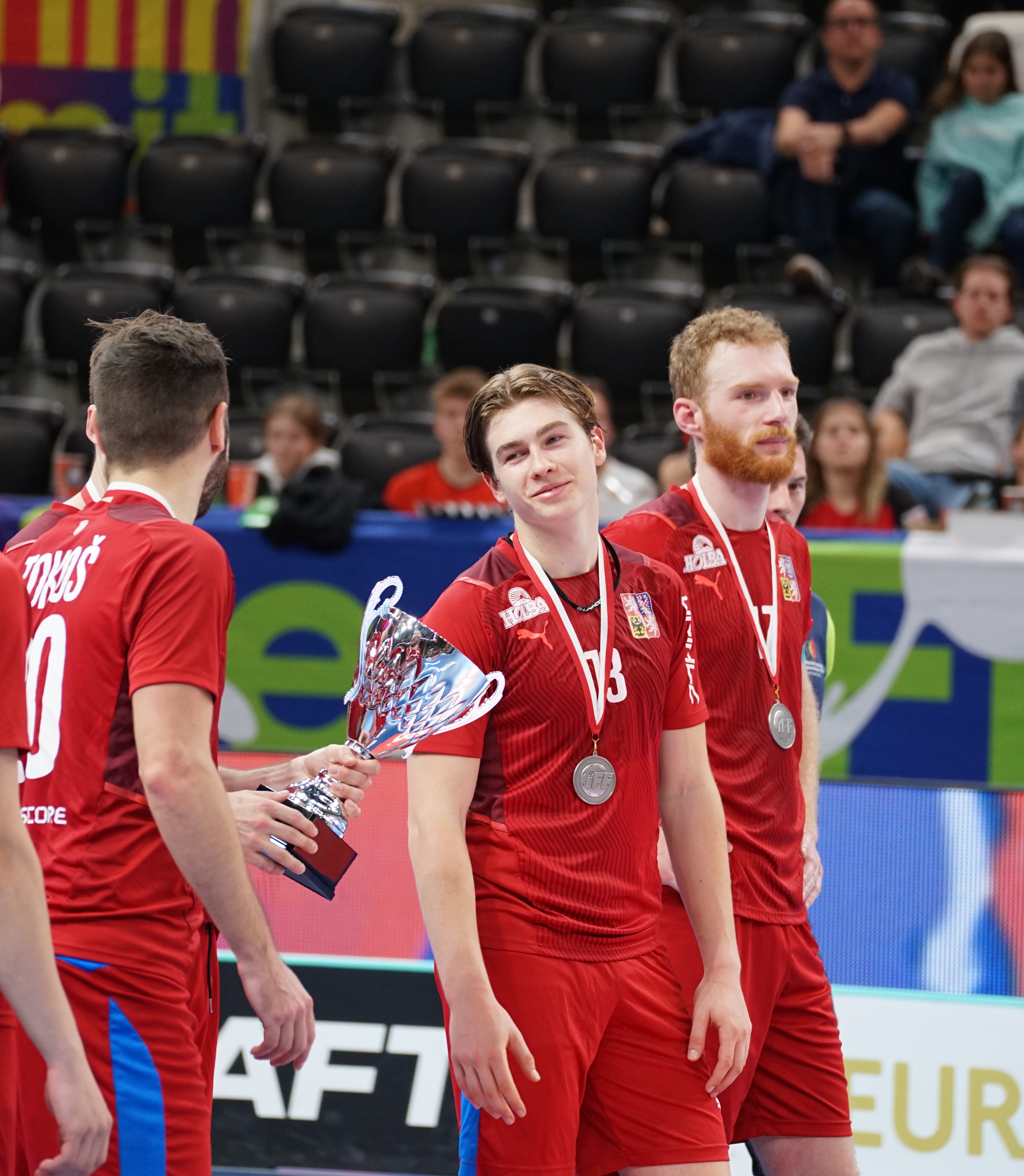
Havlas se stříbrem po finále Mistrovství světa 2022